# Фабрикант, Валентин Александрович
Валенти́н Алекса́ндрович Фабрика́нт (9 октября 1907, Москва — 3 марта 1991, там же) — советский физик, доктор физико-математических наук (1939), действительный член АПН СССР (1968). Лауреат Сталинской премии.

## Биография
Родился 9 октября 1907 года в Москве в еврейской семье учёного-агронома, профессора Александра Иосифовича Фабриканта (1881, Могилёв — 1963) и Рейзы Шлиомовны Свердловой. Племянник эсера Владимира Осиповича (Вульфа Еселевича) Фабриканта (1877, Могилёв — 1933), осуществившего бегство А. Ф. Керенского из России, и Якова Осиповича Фабриканта (1886—1933, расстрелян), агронома, заместителя директора Всесоюзного института механизации сельского хозяйства.
В 1925 году поступил на физико-математический факультет Московского университета, был однокурсником Л. И. Седова и Л. С. Понтрягина. Слушал лекции С. И. Вавилова, под руководством которого В. А. Фабрикант проводил экспериментальные работы по квантовому выходу флуоресценции. Влияние С. И. Вавилова отразилось и на дальнейшей научной работе В. А. Фабриканта — по разработке люминесцентных ламп и применению люминесцирующих зондов для диагностики плазмы.
В 1930 году после окончания университета Фабрикант начал работать во Всесоюзном электротехническом институте (ВЭИ), где возглавил лабораторию. В этом же году по рекомендации С. И. Вавилова стал преподавать на кафедре физики в МЭИ.
С 1932 года Фабрикант исследовал вопрос оптики газового разряда. Им опубликован ряд статей под общим названием «Оптические исследования разряда», в которых приводятся данные о спектральном составе и интенсивности излучения газового разряда в широком интервале изменения токов и давлений. В 1935 году Фабриканту без защиты диссертации за цикл его работ была присуждена учёная степень кандидата физико-математических наук.
В 1938 году Фабрикант предложил метод прямого экспериментального доказательства существования вынужденного излучения и при этом был первым, кто обратил внимание на принципиальную возможность создания среды, не ослабляющей, а усиливающей проходящее через неё излучение (отрицательная абсорбция).
В 1939 году Фабрикант в ФИАН имени П. Н. Лебедева защитил докторскую диссертацию, посвященную исследованию оптических характеристик газового разряда.
Фабрикант занимался также работой по созданию люминесцентных источников света. В 1951 году за разработку люминесцентных ламп Фабрикант был удостоен звания лауреата Сталинской премии второй степени совместно с С. И. Вавиловым, В. Л. Лёвшиным, Ф. А. Бутаевой, М. А. Константиновой-Шлезингер, В. И. Долгополовым.
Продолжал исследования по отрицательной абсорбции совместно с М. М. Вудынским и Ф. А. Бутаевой, в 1951 году была подана заявка на изобретение нового метода усиления света. Было показано, что прохождение света сквозь среду с инверсной заселённостью приводит к экспоненциальному возрастанию его интенсивности. Принцип усиления был распространён на ультрафиолетовый, инфракрасный и радиодиапазон. Авторское свидетельство по этой заявке было выдано с большим опозданием — только в 1959 году, а в 1964 году — диплом об открытии № 12 с приоритетом от 1951 года «На способ усиления электромагнитного излучения (ультрафиолетового, видимого, инфракрасного и радиодиапазонов волн), основанный на использовании явления индуцированного испускания».
Таким образом, впервые в мире была дана чёткая формулировка квантового способа усиления электромагнитных волн в средах, находящихся в неравновесном состоянии, изложена теория квантового усиления, сформулирован закон усиления в средах с отрицательным коэффициентом поглощения.
Явление усиления электромагнитных волн и изобретённый способ их усиления лежат в основе действия всех квантовых усилителей и генераторов (десять лет спустя названных американскими физиками мазерами и лазерами) и являются основой квантовой электроники.
Сформулировал принцип усиления электромагнитного излучения при прохождении сред с инверсной населённостью, лежащий в основе квантовой электроники. Он был крупнейшим специалистом по физической оптике, физике газового разряда и квантовой электронике.
Фабрикант — автор научного открытия «Явление усиления электромагнитных волн (когерентное излучение)», которое занесено в Государственный реестр открытий СССР под № 12 с приоритетом от 18 июня 1951 года.
Свою педагогическую деятельность Фабрикант начал в 1930 году на кафедре физики МЭИ, где сначала был ассистентом, затем доцентом, потом профессором и заведующим кафедрой физики с 1943 по 1977 годы. В 1962 году В. А. Фабрикант на кафедре физики организовал новую специальность по подготовке инженеров для разработки и применения лазеров в научных исследованиях и в промышленности. За это время было подготовлено более 700 инженеров.
Действительный член АПН СССР (1968). В это время стал активно участвовать в реформировании школьного образования, с его участием были разработаны «Основы методики преподавания физики в средней школе» (М.: Просвещение, 1984), в которых отразились дидактические принципы, высказанные им в 1978 году в статье «Физическая наука и образование».
Многие годы был членом президиума общества «Знание», членом редколлегии журналов «Радиотехника и электроника», «Квант» и «Физика в школе». Последние годы жизни В. А. Фабрикант работал в качестве профессора-консультанта на кафедре «Физика-1» МЭИ.
В. А. Фабрикант опубликовал свыше 250 работ.
Умер 3 марта 1991 года. Похоронен в Москве в колумбарии Ваганьковского кладбища (секция 59).

## Память
В 1992 году учёный совет МЭИ присвоил кафедре физики имя В. А. Фабриканта.

## Опыт Бибермана, Сушкина, Фабриканта о дифракции одиночных электронов
В 1948 году Биберман Л., Сушкин Н. и Фабрикант В. экспериментально подтвердили, что волновые свойства присущи не только потоку электронов, но и каждому электрону в отдельности. Он показал, что даже в случае слабого электронного пучка, когда каждый электрон проходит через прибор независимо от других, возникающая при длительной экспозиции дифракционная картина не отличается от дифракционных картин, получаемых при короткой экспозиции для потоков электронов, в миллионы раз более интенсивных.

## Награды и премии
- Сталинская премия второй степени (1951) — за разработку люминесцентных ламп
- два ордена Трудового Красного Знамени
- два ордена «Знак Почёта» (в т.ч 16.05.1947)
- Золотая медаль имени С. И. Вавилова (1965) — за выдающиеся работы по оптике газового разряда

## Комментарии
1. ↑  Дидактические принципы, которыми многие годы руководствовались авторы школьных учебников и которые ныне, в основном, утеряны, В. А. Фабрикант формулировал следующим образом:
  - в образовании важен учёт принципа сохранения: увеличение объёма изучаемого материала приводит к снижению качества;
  - начинать обучение физике нужно с изучения явлений, затем переходить к понятиям и их определению;
  - необходимое условие для восприятия нового — чувство удивления;
  - изучение предметов в школе должно соответствовать научному методу;
  - гармоническое сочетание методов индукции и дедукции — обучение физике с использованием экспериментальных занятий;
  - в преподавании важна верная оценка взаимоотношения физики и математики: «особо важным следует считать анализ границ применимости выводимых с помощью математики соотношений»;
  - школьная физика должна не только обеспечивать учащихся научными знаниями, но и содействовать их интеллектуальному и творческому развитию.